# Philodendron roseocataphyllum
Philodendron roseocataphyllum är en kallaväxtart som beskrevs av Thomas Bernard Croat och M.M.Mora. Philodendron roseocataphyllum ingår i släktet Philodendron och familjen kallaväxter. Inga underarter finns listade.